# Maromme
Maromme is een gemeente in het Franse departement Seine-Maritime (regio Normandië) en telt 12.411 inwoners (1999). De plaats maakt deel uit van het arrondissement Rouen.

## Geografie
De oppervlakte van Maromme bedraagt 4,0 km², de bevolkingsdichtheid is 3102,8 inwoners per km².

## Verkeer en vervoer
In de gemeente ligt spoorwegstation Maromme.
De onderstaande kaart toont de ligging van Maromme met de belangrijkste infrastructuur en aangrenzende gemeenten.

## Demografie
Onderstaande figuur toont het verloop van het inwonertal (bron: INSEE-tellingen).